# 182P/LONEOS
182P/LONEOS, komet Jupiterove obitelji, objekt blizu Zemlji